# Sven Hedqvist
Sven Hedqvist, född 3 februari 1903 i Tegneby på Orust, död 4 maj 1979 i Nynäshamn, var en svensk politiker (socialdemokrat).
Sven Hedqvist var riksdagsledamot i andra kammaren 1941-1960 för Stockholms läns valkrets.  